# فونس (شهر اتریش)
فونس (به آلمانی: Pfons) یک منطقهٔ مسکونی در اتریش است که در اینسبروک لند واقع شده‌است. فونس ۲۱٫۷ کیلومتر مربع مساحت دارد ۱٬۰۴۳ متر بالاتر از سطح دریا واقع شده‌است.